# Enter Sandman
Singles de Metallica
One
(1989) Don't Tread on Me
(1991)
Pistes de Metallica
Sad but True
Enter Sandman est une chanson du groupe de heavy metal américain Metallica. Elle est sortie en tant que premier single pour la promotion de leur cinquième album Metallica sorti en 1991. La musique a été écrite par Kirk Hammett, James Hetfield et Lars Ulrich. C'est le chanteur et guitariste rythmique Hetfield qui a écrit les paroles, qui traitent des cauchemars chez les enfants.
Le single a obtenu la certification disque de platine pour la vente de plus de 1 000 000 exemplaires aux États-Unis, ce qui a contribué à la vente de plus de 30 millions d'exemplaires de l'album Metallica et propulse la popularité de Metallica dans le monde entier. Acclamé par la critique, la chanson se retrouve dans tous les albums live et DVD de Metallica publiés après 1991 et a été jouée en live à des remises de prix et à des concerts de bienfaisance.
Elle est parmi les chansons les plus jouées de Metallica. Elle a été jouée en live 1 133 fois, derrière For Whom the Bell Tolls (1 278), One (1 297), Seek and Destroy (1 369), Creeping Death (1 389) et Master of Puppets (1 439)— des titres apparus avant la sortie de Enter Sandman.

## La chanson
Après la réalisation d'un album musicalement très complexe ...And Justice for All, Metallica voulait composer des chansons plus simples pour leur album éponyme. La chanson commence avec une guitare « clean » qui joue le même riff qu'au refrain. La batterie débute avec seulement les toms, et l'autre guitare joue l'accord mi (E) avec une pédale wah-wah. Des guitares avec distorsion arrivent pour rejouer la même partition que celle de la guitare du début. Après le premier couplet, un pont est joué mais passe de la note mi à fa dièse pour finalement arriver au refrain. Après le refrain, Kirk Hammett fait son solo de guitare avec sa pédale wah-wah, la dernière note jouée continue à sonner et la guitare de l'introduction revient. Pendant cette partie plus calme, on entend un adulte qui prie avec un enfant et la voix de James revient ainsi que le refrain. Le riff principal est joué jusqu'à ce que l'on ne l'entende plus.
Au début, Holier Than You avait été choisi pour commencer l'album et être le premier single de Metallica. Dans un documentaire A Year and Half in the Life of Metallica, Lars Ulrich et James Hetfield discutent avec le producteur Bob Rock qui dit que l'album contiendra cinq à six chansons et ces dernières seront « classiques », c'est-à-dire plus calmes que leurs chansons habituelles. Lars Ulrich explique à Bob Rock que même avant l'enregistrement d'Enter Sandman il avait eu l'idée que cette chanson était la meilleure pour le premier single. Le batteur du groupe explique pourquoi Enter Sandman devrait être le premier single aux autres membres du groupe et la chanson devient la première chanson et le premier single de l'album. Cette chanson a également servi de musique d'entrée au catcheur The Sandman.

### L'enregistrement
Enter Sandman fut la première chanson écrite pour leur album Metallica sorti en 1991. Le guitariste Kirk Hammett ainsi que le bassiste Jason Newsted ont fait une cassette avec une idée d'une future chanson et l'ont donnée au chanteur/guitariste James Hetfield et au batteur Lars Ulrich, James et Lars ont ensuite travaillé sur la musique et les paroles chez le batteur Lars Ulrich, à Berkeley en Californie. Enter Sandman vient d'un « riff » que le guitariste Kirk Hammett a créé. Les paroles font référence aux familles « parfaites » ainsi qu'au suicide chez les jeunes. Lars Ulrich ainsi que le producteur Bob Rock l'encouragent.
Une démo instrumentale a été enregistrée le 13 septembre 1990. L'album fut enregistré à Los Angeles, entre les mois d'octobre 90 et de juin 91. Ils ont également enregistré pendant une semaine dans un studio à Vancouver au Canada à la fin du mois d'avril 1991. Une nouvelle façon d'enregistrer leur a été proposée : Bob Rock leur a recommandé d'enregistrer tous en même temps au lieu d'enregistrer séparément comme avant. Le chanteur et guitariste rythmique James Hetfield considère Enter Sandman comme « le mur des guitares » : trois pistes de guitare rythmique jouées par James créent un « mur du son ». L'enregistrement de la batterie fut compliqué : les ingénieurs ont dû le faire en plusieurs parties, ce qui fut difficile car le morceau devait garder la même intensité (40 à 50 microphones seulement), les micros ont été placés un peu partout dans la pièce pour capter tous les sons. La même technique a été utilisée pour les guitares. Il a fallu environ 10 jours avant que le mixage soit fini, Metallica et Bob Rock cherchant le bon son.

### Paroles et critiques
Les paroles portent sur les « cauchemars et tout ce qui s'y rapporte », d'après Chris True de All Music Guide. Il qualifie également de « brillant » le choix du groupe de faire suivre le solo par une partie plus calme. Pour Tim Grierson du magazine Blender, les paroles portent sur les prières rituelles contre les cauchemars. Globalement, la critique générale quant au morceau est excellente, et le présente comme une pièce maîtresse du quatuor.
Le single est sorti le 2 août 1991, 11 jours avant la sortie de leur nouvel album. L'album fut un succès dans le commerce de la musique débutant par la première position aux US charts et vendu à plus de 15 millions de copies partout à travers le monde. Enter Sandman devenait une des plus grandes chansons de l'histoire.[réf. nécessaire] Ce single ira jusqu'à la 16e position au US Hot 100 et à la 5e au UK Singles Chart. Le 30 septembre 1991, le deuxième single de Metallica obtient le disque d'or ayant vendu plus de 500 000 copies. La chanson a également reçu un Grammy Award en 1992 dans la catégorie « Best Rock Song » (meilleure chanson rock). Le célèbre magazine Rolling Stone place la chanson Enter Sandman en 399e position dans les « 500 meilleures chansons de l'histoire » et VH1 la plaça 22e dans les « 40 meilleures chansons métal ». Dans d'autres journaux ou magazines, les critiques envers la chanson sont toutes ou presque positives et Enter Sandman est classé comme une des chansons les plus célèbres.

### Clip vidéo
Enter Sandman est leur deuxième clip, enregistré le 3 juillet 1991 à Los Angeles. Ce fut le premier de six vidéoclips avec le directeur Wayne Isham. La vidéo a un lien direct avec les paroles de la chanson, on peut voir l'enfant qui prie et qui fait un cauchemar et un vieil homme.
Le vidéoclip a gagné un prix pour « meilleure vidéo hard rock » au « MTV Video Music Awards » en 1992 et a été nommé dans « meilleure cinématographie » et « meilleure édition ».

### Reprises
- 1992 : Die Krupps, sur l'EP A Tribute to Metallica (version électronique)
- 1996 : Apocalyptica, sur l'album Plays Metallica by Four Cellos (version instrumentale au violoncelle)
- 1998 : Motörhead, sur le tribute album ECW Extreme Music
- 2000 : Pat Boone, sur l'album In a Metal Mood: No More Mr. Nice Guy
- 2010 : Youn Sun Nah (chanteuse de jazz) sur l'album Same Girl
- 2014 : The Warning en vidéo sur Youtube qui deviendra virale et lancera leur carrière[2].
- 2021 : Weezer, sur l'album The Metallica Blacklist (multiples artistes)
- 2021 : The Warning et Alessia Cara sur The Metallica Blacklist célébrant les 30 ans du black album.

### Autres
- Enter Sandman est l'une des chansons jouables dans les jeux vidéo Rock Band et  Guitar Hero: Metallica.
- Dans le DVD collector PS2 du jeu vidéo Silent Hill, à la fin d'un des trailers de celui-ci, on peut écouter une prière de la petite Laura, identique à celle récitée par James Hetfield durant le pont.

## Membres
- James Hetfield : guitare rythmique, voix ;
- Lars Ulrich : batterie ;
- Kirk Hammett : guitare solo ;
- Jason Newsted : basse

## Classements hebdomadaires
| Classement (1991)                      | Meilleure position |
| -------------------------------------- | ------------------ |
| Allemagne (GfK Entertainment)          | 9                  |
| Australie (ARIA)                       | 10                 |
| Belgique (Flandre Ultratop 50 Singles) | 46                 |
| Canada (RPM Top Singles)               | 17                 |
| États-Unis (Billboard Hot 100)         | 16                 |
| Irlande (IRMA)                         | 4                  |
| Norvège (VG-lista)                     | 2                  |
| Nouvelle-Zélande (RMNZ)                | 8                  |
| Pays-Bas (Nederlandse Top 40)          | 12                 |
| Pays-Bas (Single Top 100)              | 10                 |
| Royaume-Uni (UK Singles Chart)         | 5                  |
| Suède (Sverigetopplistan)              | 14                 |
| Suisse (Schweizer Hitparade)           | 11                 |

| Classement (2014 / 2021)      | Meilleure position |
| ----------------------------- | ------------------ |
| Allemagne (GfK Entertainment) | 1                  |
| Royaume-Uni (UK Rock Chart)   | 1                  |

## Certifications
| Pays                  | Certification | Unités certifiées |
| --------------------- | ------------- | ----------------- |
| Allemagne (BVMI)      | Or            | 250 000           |
| Australie (ARIA)      | 5 × Platine   | 350 000           |
| Canada (Music Canada) | Or            | 50 000            |
| Danemark (IFPI)       | Platine       | 90 000            |
| États-Unis (RIAA)     | Platine       | 1 000 000         |
| Italie (FIMI)         | Platine       | 50 000            |
| Royaume-Uni (BPI)     | Platine       | 600 000           |

## Liens

### Internes
- Metallica
- Black Album
- Nothing Else Matters

### Externes
- (en) Cet article est partiellement ou en totalité issu de l’article de Wikipédia en anglais intitulé « Enter Sandman » (voir la liste des auteurs).
- Site officiel de Metallica
- Enter Sandman joué au concert S&M